# Wilhelm Wölfing

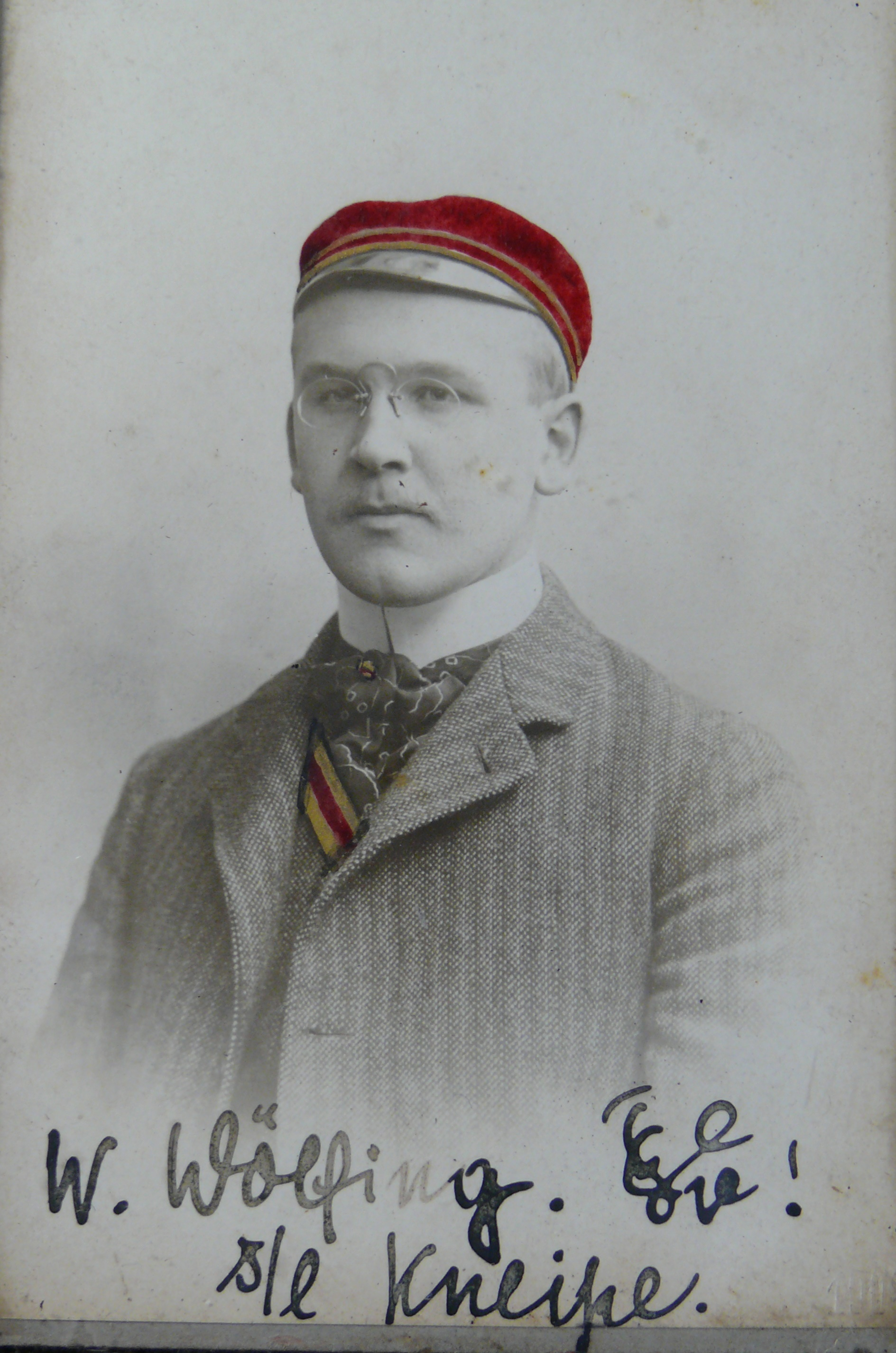
Wilhelm Wölfing als Heidelberger Vandale (1904)

Wilhelm Wölfing (* 18. September 1883 in Berlin; † 17. Oktober 1972 ebenda) war ein deutscher Offizier, Kaufmann und Hochseesegler.

## Leben
Als Sohn vom Evangelischen Feldpropst der Preußischen Armee Max Wölfing begann Wilhelm Wölfing das Jurastudium in Heidelberg. 1903 wurde er Mitglied des Corps Vandalia Heidelberg. Corpsstudenten waren auch Wölfings Vater (Hannovera) und Großvater (Franconia Jena, Lusatia Leipzig). Wölfing studierte noch einige Semester an der Friedrich-Wilhelms-Universität zu Berlin. In Berlin bestand er das Erste Juristische Staatsexamen. Die Referendarausbildung durchlief er in Frankfurt (Oder). Mit einem Bremenser, einem Tübser Schwaben und zwei anderen corpsstudentischen Referendaren gründete er die »Fünfer-Kommission zur Untersuchung der Bierverhältnisse auf den deutschen Universitäten«. Auf den Kneipen wurde die „Kommission“ überall mit einem Salamander begrüßt. Die Freundschaften der fünf Bierprüfer hielten zeitlebens. In der Referendarzeit erlernte Wölfing privat die russische Sprache. 1911 wurde er als preußischer Regierungsassessor in die Kreisstadt Burgsteinfurt versetzt.

### Russland
Nach der Rangliste am 6. Mai 1914 noch Leutnant, nahm er am Ersten Weltkrieg von 1914 bis 1918 im 1. Garde-Ulanen-Regiment teil, zuletzt als Rittmeister der Reserve. Als er 1915 Beobachter auf einem Aufklärungsflug an der Ostfront war, musste die Etrich Taube hinter den russischen Linien notlanden. Auf dem Rückmarsch zu seiner Truppe geriet Wölfing in Kriegsgefangenschaft. Im Lager nahe beim südlichen Ural streng nach der Genfer Konvention behandelt, führten die deutschen Offiziere ein „verhältnismässig unabhängiges Leben“.
Mit beiden Eisernen Kreuzen ausgezeichnet, wurde Wölfing 1918 nach der Oktoberrevolution Leiter der Auslandshilfsstelle, die die Oberste Heeresleitung für die Rückbeförderung der deutschen Kriegsgefangenen in Moskau eingerichtet hatte. In einer Denkschrift sagte er die Entwicklung des bolschewistischen Regimes zutreffend voraus und empfahl ein Eingreifen der Westmächte. Der Vertreter des Geschäftsträgers bei der Republik Lettland leitete die Denkschrift an persönliche Bekannte im Auswärtigen Amt weiter.
Aus einer Biografie des späteren Reichstagsabgeordneten Otto Schmidt-Hannover heißt es zu dieser Zeit um den Friedensvertrag von Brest-Litowsk: »Die sehr ungünstige Quellenlage wird leider auch durch ein weiteres Schriftstück bestätigt. Im Bundesarchiv-Militärarchiv findet sich (PH 3, Bd. 51 – Sammlung 1. Weltkrieg – Osten 1916/18) ein 23-seitiger Erinnerungsbericht von einem „Reg.Rat a. D. Wilhelm Wölfing, s. Zt. Rittmeister der Außenstelle der OHL in Moskau“ unter dem nicht uninteressanten Titel: Moskau 1918 (Erlebnisse in Kriegsgefangenschaft und während der Tätigkeit in Moskau – Manuskript), Oktober 1955.«
Im Freistaat Preußen zum Regierungsrat ernannt, nahm Wölfing 1919 das vorteilhafte Pensionierungsangebot der neuen Regierung an, die sich von möglichst vielen kgl. preußischen Beamten trennen wollte, und wurde Kaufmann.
Im Zweiten Weltkrieg diente er von 1942 bis 1945 als Major in der Luftwaffe der Wehrmacht. Ab 1. November 1943 in der IV. Gruppe des Kampfgeschwaders 1 eingesetzt, wechselte er am 9. Februar 1944 zur 9. Staffel dieses Geschwaders und erhielt am 8. Mai 1944 den Ehrenpokal. Anschließend diente er im Rüstungskommando Berlin.

### Corpsstudent und Hochseesegler
Wölfling heiratete 1921 Ethel Parkinsen, eine in Berlin lebende Engländerin aus London. Mit ihr und ihrer früh verwitweten Schwester begann er das Segeln auf dem Wannsee. Das erste eigene Boot nannte er nach seiner Frau Ettsi. Als begeisterter Hochseesegler erwarb er 1931 die 20 m-Ketch Thalatta. Die Ettsi IV wurde über Kiel nach Stettin verlegt, wo sie beim Stettiner Yacht-Club einen neuen Heimathafen fand. Der Corpsstudent Wölfing segelte die Ettsi IV unter dem Stander der 1921 entstandenen Berliner Wassersportlichen Vereinigung Alter Corpsstudenten (WVAC). Die Ettsi IV machte zahlreiche ausgedehnte Reisen, unter anderem nach Norwegen. Auf dem Weg in das Mittelmeer nahm sie 1929 an der Regatta von Plymouth nach Santander teil, die der Royal Ocean Racing Club veranstaltete. Mit Wölfing und weiteren Corpsstudenten (Burchard-Motz, Carl Semper, beide Corps Vandalia, Hans Heinz Steffani (Corps Rheno-Guestphalia Münster), Hans Kadelbach, Georg von der Osten, Friedrich Reuss, Peter Gebauer), einem angehenden Offizier der Handelsmarine, einem Bootsmann und einem Koch kam die Ettsi IV als siebentes von elf Schiffen über die Ziellinie. Die britischen Segler hatten mehr Erfahrung im Umgang mit der Biscaya.
In der Deutschen Inflation 1914 bis 1923 verkaufte er das Schiff an seine Mitsegler Hans Kadelbach, Hans Heinz Steffani und Georg von der Osten unter dem Vorbehalt, es jeden Sommer vier Wochen segeln zu können. Als Regattaschiff wurde sie 1936 bekannt; als ältestes von neun Schiffen war sie bei der Ozean-Wettfahrt Bermuda-Cuxhaven Last Ship Home. Skipper Wölfing und die Navigatoren Volz und Semper hatten einen extremen Kurs gewählt. Während alle anderen Yachten durch den Ärmelkanal gegangen waren, segelte die Ettsi IV als einziges Schiff nördlich von Schottland durch den Pentland Firth. Dort geriet sie in eine Flaute. Später in der Deutschen Bucht musste sie bei Nordost-Wind zur Ziellinie aufkreuzen. Bis zum Zieldurchgang in Cuxhaven benötigte sie für ihren Alleingang 28 Tage und 17 Stunden, während die siegreiche Roland von Bremen der Segelkameradschaft „Das Wappen von Bremen“ für 3.400 Seemeilen nur 21 Tage und 3 Stunden gebraucht hatte.
Auch nach dem Zweiten Weltkrieg segelte Wölfing noch einmal die Ettsi, als Berater einer Filmunternehmung im Mittelmeer. Das Schiff war dann lange Schulschiff der Hanseatischen Yachtschule.
Noch im Alter fuhr Wölfing jedes Jahr zum Hochseeseglerabend in Bremen und zu Vandalias Stiftungsfest in Celle.